# هشت خطابه بر یوگا
هشت خطابه بر یوگا (به انگلیسی: Eight Lectures on Yoga) کتابی پیرامون تمرین یوگا، نوشته ی رازورز و آموزگار انگلیسی، آلیستر کراولی می‌باشد. این کتاب شماره ی 4 از سومین جلد اعتدالین است که توسط سازمان معبد شرق منتشر شده‌است. این اثر یک طور جامع نگاهی قابل فهم، بدون استفاده از اصطلاحات فنی نامانوس و گزافه گویی‌های هزلی، می‌باشد. کتاب در دو فصل چهار بخشی تقسیم شده‌است که رونوشت هشت خطابه ی یک ساعته توسط کراولی در این رابطه می‌باشد. کتاب اصلی در 1939 میلادی منتشر شده‌است.

## خلاصه
کتاب هشت خطابه بر یوگا دارای دو فصل می‌باشد: «یوگا برای عیاشان» و «یوگا برای زردشکمان». در این کتاب، کراولی به شاگردان گام‌های مورد نیاز برای نزدیک شدن به عرفان از طریق یوگا و جزئیات نتایجی که در این راه پیش می آیند را آموزش داده است. مقصود کراولی از نگارش این کتاب، از بین بردن افسانه‌هایی که یوگا را در اروپای آن زمان احاطه کرده بود، می‌باشد. مردم گمان می‌کردند یوگا یک مراسم مرموز شرقی است.

### یوگا برای عیاشان
خطابه 1: تشریح کلمه ی «یوگا»، با مفاهیم گوناگون آن در ذهن آدمی.
خطابه 2: فهرست هشت مرحله ی یوگا، و توضیح نخستین آن ها، یاما، که به صورت کنترل تعریف شده‌است.
خطابه 3: شرح نیاما، دومین مرحله ی یوگا، و تشبیه کردن آن به سیارات گوناگون.
خطابه 4: درباب آسانا و پرانایاما، سومین و چهارمین مراحل یوگا، و حالت درست در طی تمرین.

### یوگا برای زردشکمان
در این فصل کراولی با جزئیات، نمود فلسفی، منطقی و علمی یوگا را شرح می‌دهد. این مطالب چهار بخش دیگر کتاب می‌باشند.